# Bisbat de Lescar

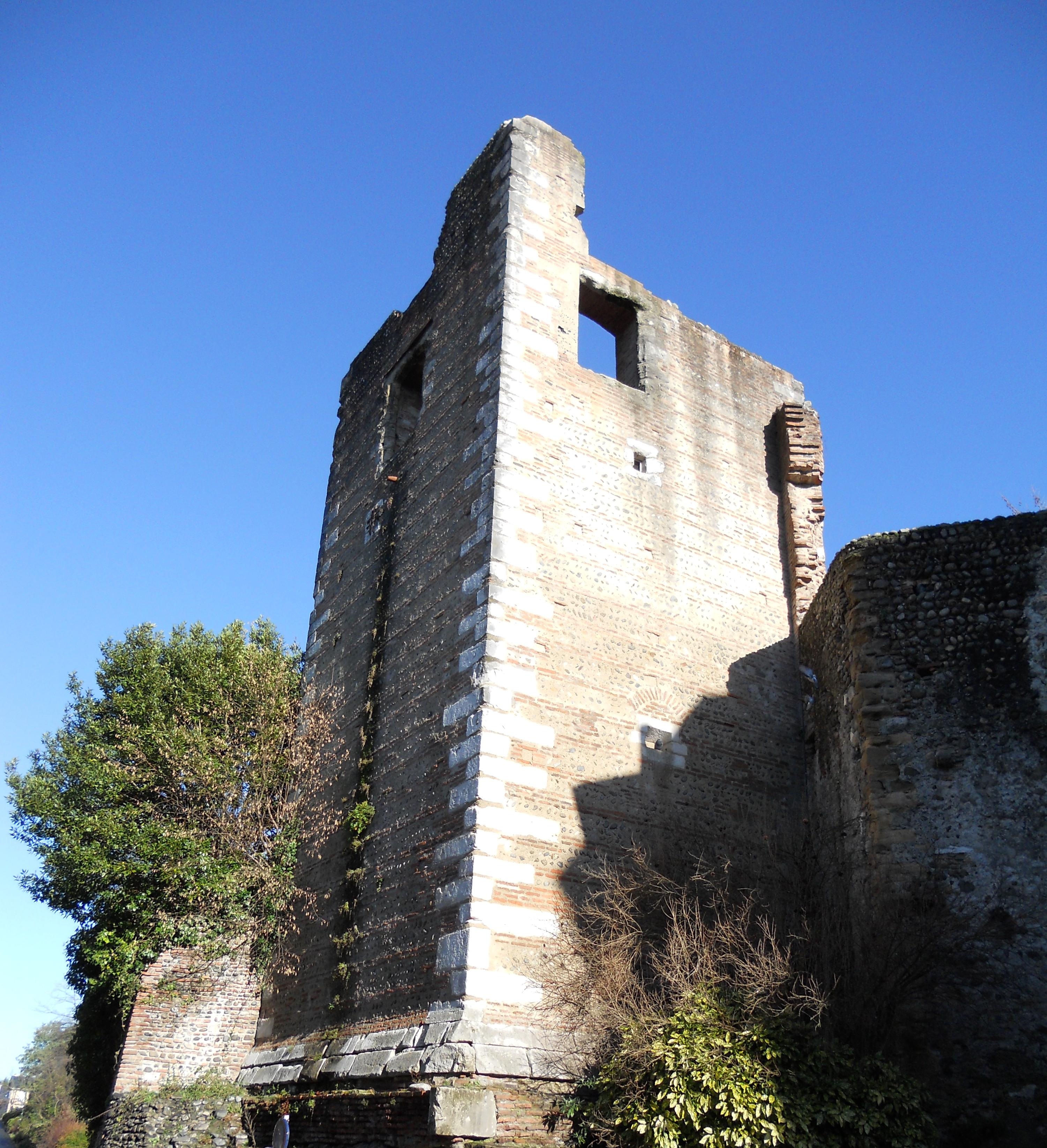
La torre del bisbe és tot el que resta de l'antic palau episcopal de Lescar, destruït durant la revolució francesa.

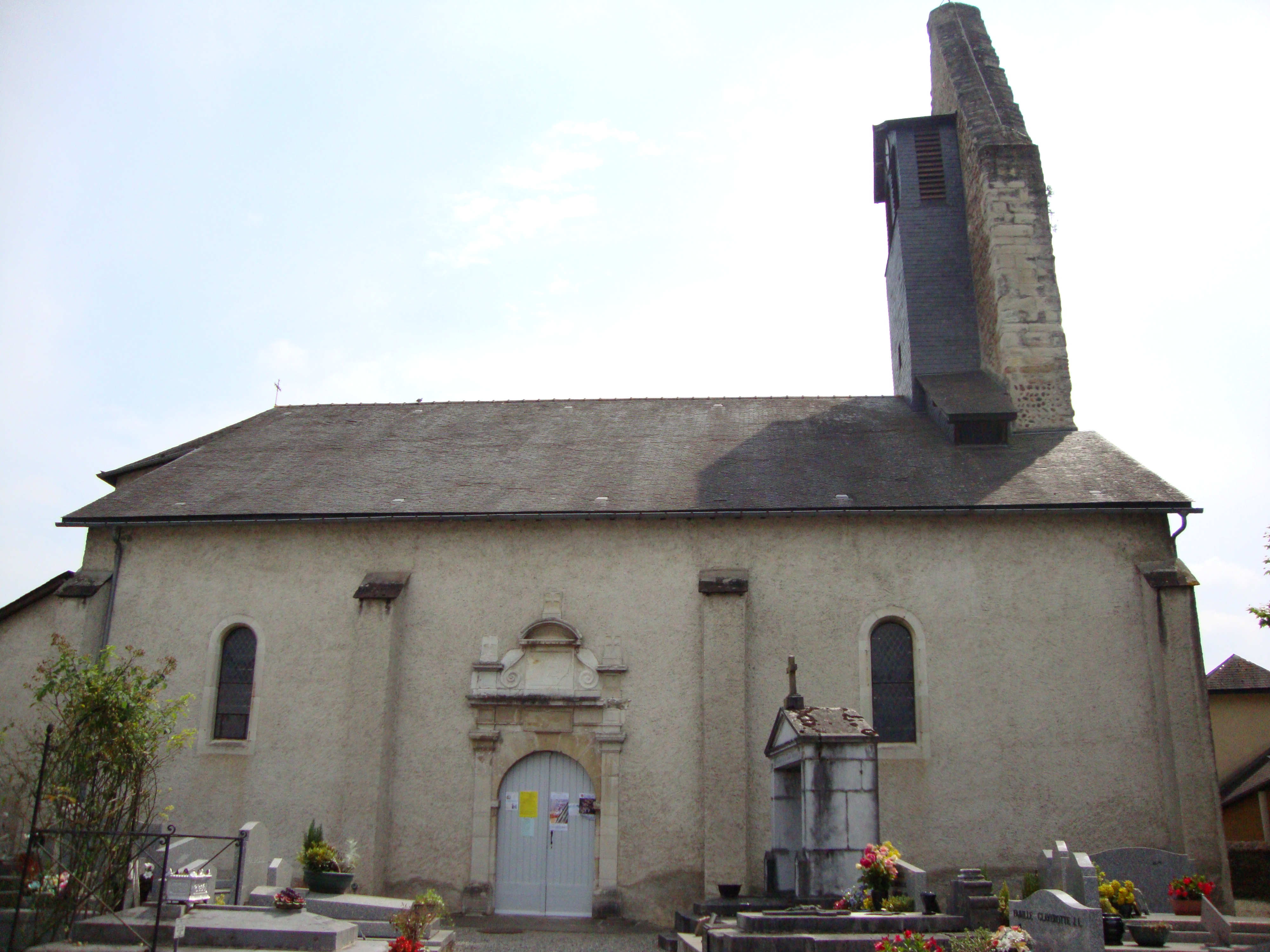
L'església de Sant Julià de Lescar, edificada el 1649 sobre les restes d'una església més antiga, destruïda pels protestants i que es remuntava al 1030.

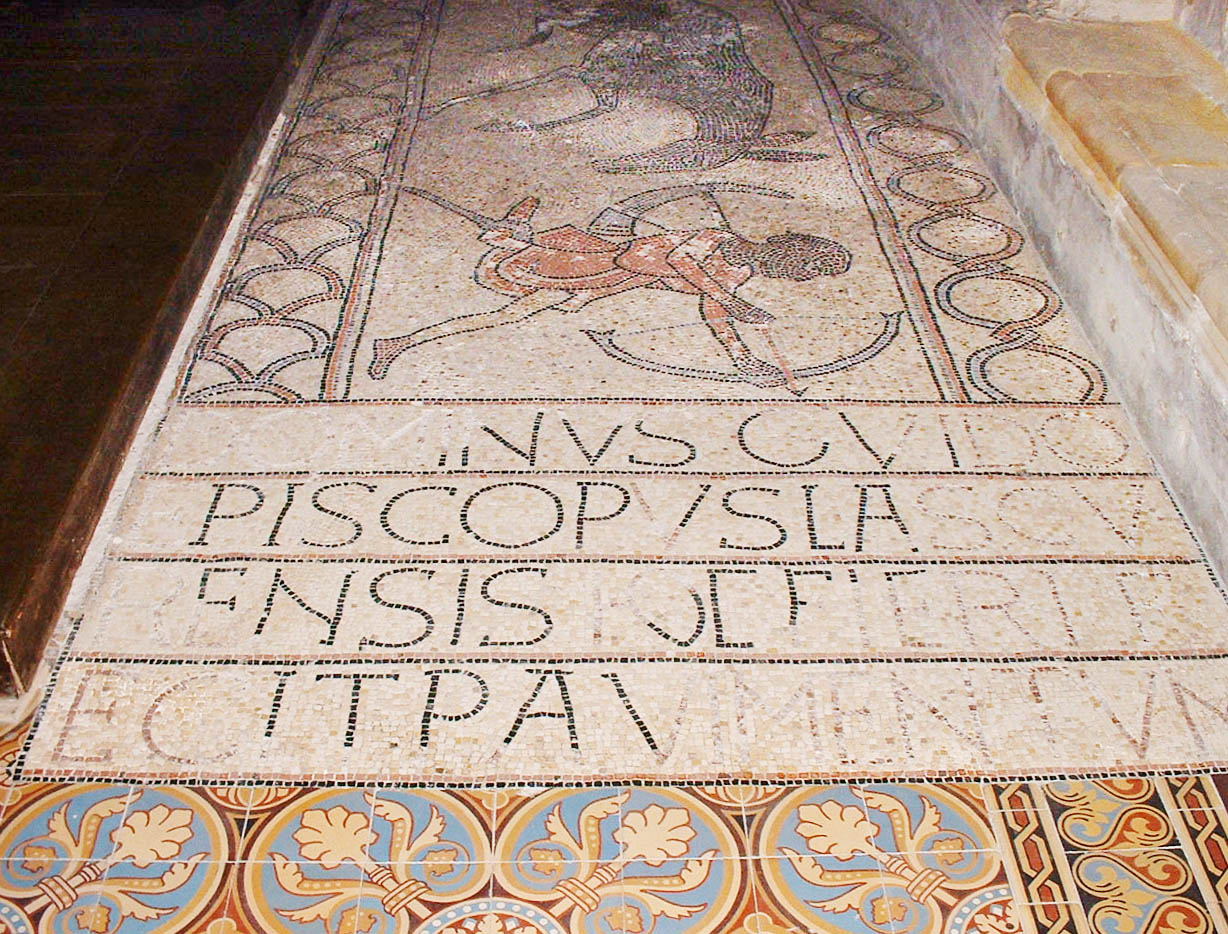
Mosaic de la catedral de l'Assumpció de Lescar, on està indicat el nom del bisbe Guiu de Lons: Do[m]inus Gui[do, e]piscopus La[scurr]ensis, [ho]c fie[ri juss]it pav[imentum].

El bisbat de Lescara (francès:  Diocèse de Lescar, llatí: Dioecesis Lascurrensis) és una seu de l'Església Catòlica a França, sufragània de l'arquebisbat d'Aush, suprimida el 29 de novembre de 1801, el territori de la qual, a partir d'aquella data, passà sota la jurisdicció de la diòcesi de Baiona.

## Territori
La diòcesi incloïa la part septentrional de la regió històrica de Bearn. Limita al nord amb l'arxidiòcesi d'Aush i les diòcesis d'Aire i Dacs, a l'est amb la diòcesi de Tarba i al sud i l'oest amb la d'Oloron.
La seu episcopal era la ciutat de Lescar, on l'església de l'Assumpció de la Mare de Déu servia com a catedral.
El 1763, la diòcesi incloïa unes 200 parròquies, dividides en cinc arxidiaconats: Lescar, Soubestre, Larbaig, Batbielle i Vic-Bilh.

## Història
La civitas Benarnensium, anomenada així a la Notitia Galliarum datable al començament del segle v, també conegut com a Beneharnum a l'Itinerari d'Antoní o com a Benarnum per Gregori de Tours, era una de les ciutats que formaven la província romana de Novempopulània.
Els orígens de la diòcesi són incerts. Segons la tradició, l'evangelització, el fundador i primer bisbe de la diòcesi hauria estat Sant Julià, enviat a Bearn per Lleonci de Trèveris a principis del segle v.
L'existència de la diòcesi està certificada amb certesa des de principis del segle vi, sufragània de l'arxidiòcesi d'Eauze. Només hi ha tres bisbes coneguts dels primers segles: Sant Galactori, que van participar en el concili d'Agde del 506 i, segons la tradició, va morir l'any següent, mentre es preparava per defensar la ciutat de Beneharnum de l'assalt dels visigots; Sabí, que va participar en el concili de Mâcon del 585; i Salvi, que va assistir al Concili de Bordeus de 673/675.
Després de Salvi, a causa de la destrucció causada per primera vegada pels sarraïns (732) i després pels normands (841), ja no hi ha bisbes coneguts de Beneharnum fins al segle xi, quan ara el lloc de la civitas romana sorgí la ciutat moderna de Lescar (cap a finals del segle x).
Alguns erudits en el segle xix van suggerir que entre els segles X i xi, coincidint amb el naixement del ducat de Gascunya, la part occidental de la diòcesi de Novempopulània Baiona, Oloron, Aire i Dacs) haurien constituït una gran diòcesi, amb el nom de diòcesi de Gascunya, amb la seu probablement situada a Vasats (Gironda). Hi ha tres bisbes coneguts del que les fonts anomenen episcopi Vasconiae seu Vasconensis: Gombaldo, Arsio Raca i Raimondo el vell. El concili de Tolosa de 1058 va posar fi a aquesta situació irregular, en restaurar totes les antigues seus episcopals, sovint vacants durant molt de temps, com la de Lescar. El primer bisbe de la seu restaurada va ser Grégoire, que només va poder entrar a la diòcesi després que Raimondo el Vell acceptés sotmetres a les decisions del Concili; va ser responsable de la reconstrucció de la diòcesi i la introducció de la reforma gregoriana.
A partir d'aquest moment, la diòcesi va passar a formar part de la província eclesiàstica d'Aush. Els seus bisbes també es van convertir en els senyors de Lescar i van estar presents als Estats Generals de Bearn que, en diverses ocasions, es van reunir a la ciutat i els primers consellers del Parlament de Pau.
Cap al 1120 s'inicià la construcció de la catedral pel bisbe Guy de Lons. L'edifici va ser destruït i reconstruït diverses vegades. Des del segle xv, l'església va ser la llar de les tombes reials dels reis de Navarra, que, donades com a perdudes, es van trobar durant les excavacions arqueològiques entre 1928-1929.
El capítol de la catedral, probablement establert pel bisbe Grégoire, va ser sotmès l'any 1101 pel bisbe Sanç I a la regla de sant Agustí; va ser secularitzat amb una butlla del papa Pau III el 15 d'abril de 1537. Els nous estatuts del capítol van ser publicats pel bisbe Jean-Henri de Salette en 1643.
A la segona meitat del segle XVI, a Bearn, que era part del regne de Navarra, el protestantisme es va introduir gràcies a la conversió a la nova fe de la reina Jeanne d'Albret. El 1563 es va celebrar la litúrgia amb el nou culte a la catedral de Lescar. El 1570 la reina va decretar la supressió del catolicisme, la prohibició de la pràctica del culte catòlic i la confiscació de les propietats de l'Església. El culte catòlic no es va restablir fins a les darreries del segle.
La reforma catòlica, introduïda a Bearn després que l'Edicte de Fontainebleau de 1599, a poc a poc va privar als protestants de tots els privilegis adquirits en l'època de la reina Joana d'Albret. Els bisbes, especialment els de la família de Salette (1609-1658), van treballar per reafirmar la religió catòlica amb la publicació d'un catecisme de la diòcesi de Lescar i l'establiment o reconeixement de les confraries d'inspiració tridentina. El seminari va ser fundat el 1688 pel bisbe Dominique Deslaux i el va encomanar als Llatzaristes, però amb recursos limitats, que no li permetia rebre un gran nombre d'estudiants: el 1704 hi havia 30 seminaristes, però el 1786 només n'hi havia 6.
La diòcesi va ser suprimida seguint el concordat amb la butlla Qui Christi Domini del Papa Pius VII del 29 de novembre de 1801. L'últim bisbe, Marc-Antoine de Noé, havia emigrat el 1790 a Anglaterra i va renunciar a la seva diòcesi el 1801. L'11 d'abril de 1802 va ser nomenat bisbe de Troyes.
A partir del 22 de juny de 1909, els bisbes de Baiona poden afegir al seu títol els bisbes de Lescar.

## Cronologia episcopal
- Sant Julià I ? † (inicis del segle v)
- Sant Galactori † (citat el 506)
- Savino † (citat el 585)
- Salvio † (citat el 673/675)[9]
- Episcopi Vasconiensis :
  - Gombaldo † (citat el 977)
  - Arsio Raca † (citat el 982)
  - Raymond el Vell † (inicis de 1033 - 1058 deposat)
- Grégoire † (vers 1061 - 1072 mort)
- Bernard I † (inicis de 1075 -1080 mort)
- Sanche I † (inicis de 1095 - 1115)
- Guy de Lons † (1115 - de maig de 1141 mort)
- Raymond d'Assade † (inicis de 1147 - finals de 1154)
- Robert I de Saint-Jean † (citat el 1165)
- Eudes I (od Odon) † (citat el 1168)
- Guillaume I † (citat el 1170)
- Sançe Aner (o Sanzanier de Gerderest) † (inicis de 1179 - finals de 1181)
- Bertrand I † (citat el 1201)
- Arsias † (inicis de 1205 - 13 d'agost de 1213 mort)
- Raymond de Bénac † (1213 - finals de 1220)
- A. (Amanieu ?) † (citat el 1221)
- Sanche † (inicis de 1232 - 1247)
- Bertrand de La Mothe † (1247 - finals de 1268 mort)
- Arnaud de Morlanne (o de Morlaas) † (17 de març de 1286 - 1292 mort)
- Raymond Arnaud Ogier † (1293 - 1301 mort)
- Arnaud d'Arbus † (1303[10] - finals de 1317 mort)
- Guillaume II † (citat el 1321)
- Raymond d'Andoins el Vell † (31 de maig de 1320 - 1347 o 1348 mort)
- Arnaud-Guillaume d'Andoins † (17 de setembre de 1348 - 1361 mort)
  - Raymond d'Andoins el Jove † † (1362 - 1362 mort) (bisbe electe)
- Odon de Mendousse † (18 de gener de 1363 - 1401 mort)
- Jean I † (citat el 1402)
- Pierre † (21 de novembre de 1403 - 20 de novembre de 1405 nomenat bisbe de Maguelone)
- Jean II de Alzeno † (20 de novembre de 1405 - ? mort)
- Pierre de Foix, O.F.M. (dit el Vell)[11] † (23 d'octubre de 1409 - 1422 renuncià)
- Jean de Fabri † (11 de setembre de 1422 - 18 de maig de 1425 nomenat bisbe de Couserans)
- Arnaud de Saliers † (18 de maig de 1425 - finals de 1427)
  - Pierre de Foix[12] † (26 de gener de 1433 - 13 de desembre de 1464 mort) (administrador apostòlic)
  - Arnaud d'Abadie † (21 de juny de 1465 - ? mort) (bisbe electe)
- Jean de Lévy † (20 de maig de 1467 - ? mort)
- Robert d'Epinay † (12 d'agost de 1482 - 1 d'octubre de 1488 nomenat bisbe de Nantes)
- Bonifacio Peruzzi † (1 d'octubre de 1488 - inicis de 1502 mort)
  - Amanieu d'Albret † (6 d'octubre de 1507 - 20 de juny de 1515 renuncià) (administrador apostòlic)
- Jean de La Salle † (20 de juny de 1515 - ? mort)
- Paul de Béarn (o de Foix) † (10 d'octubre de 1522 - 1530 mort)
- Jacques de Foix † (13 de novembre de 1534 - 1553)
- Jean de Capdeville † (1554 - 1555)
  - Georges d'Armagnac † (1555 - 1556 renuncià)[13] (administrador apostòlic)
- Louis d'Albret † (25 de gener de 1556 - 11 de desembre de 1566 deposat)
  - Sede vacante (1566-1572)
- Jean Jagot † (3 de març de 1572 - 1590 renuncià)
  - Sede vacante (1590-1599)
- Jean-Pierre d'Abadie † (4 de juny de 1599 - 1609 mort)
- Jean de Salette † (6 de juliol de 1609 - inicis de 3 d'agost de 1625 renuncià)
  - Sede vacante (1625-1629)
- Jean-Henri de Salette † (12 de febrer de 1629 - 21 de juny de 1658 mort)
- Jean de Haut de Salette † (30 de setembre de 1658 - 18 d'abril de 1681 mort)
- Dominique Deslaux de Mesplès † (1 de desembre de 1681 - 23 de gener de 1716 mort)
- Martin de Lacassaigne † (5 de desembre de 1718 - 13 de gener de 1729 mort)
- Hardouin de Châlons † (23 de desembre de 1729 - 28 d'octubre de 1762 mort)
- Marc-Antoine de Noé † (16 de maig de 1763 - 1801 renuncià)
  - Seu suprimida

## Nota
1. ↑  Monumenta Germaniae Historica, Chronica minora Arxivat 2014-01-07 a Wayback Machine., I, p. 558.
2. ↑  |  | Aquest article o secció necessita millorar una traducció deficient. Podeu col·laborar-hi si coneixeu prou la llengua d'origen. Comproveu en la pàgina de discussió si ja s'ha comentat aquest problema. En cas contrari podeu iniciar un fil de discussió per consultar com es pot millorar. Elimineu aquest avís si creieu que està solucionat sense objeccions en la discussió. |La vita leggendaria di san Giuliano non è anteriore al XVI secolo ed è copiata su quella di san Marziale di Limoges. Per molto tempo si è voluto identificare questo santo con il Giulio o Giuliano presente al concilio di Orange nel 441; la scoperta e la pubblicazione degli atti di questo concilio hanno permesso di sfatare questa tradizione e di attribuire questo vescovo alla sede di Apt. Cfr. Duchesne, op. cit., p. 100, nota 1.
3. ↑  A. Degert, L'Evêché de Gascogne, in Revue de Gascogne, tomo 41 (1900), pp. 5-23, 125-140 e 277-301. La tesi, sostenuta da Degert e da J.-R. Biron (cfr. bisbat de Bazas), è esclusa da J.-F. Bladé e da Duchesne (op. cit., p. 91).
4. ↑  Victor Dubarat, Découverte des tombeaux des rois de Navarre à Lescar, Revue d'histoire de l'Église de France, vol. 17, 1931, pp. 450-463.
5. ↑  Dubarat, op. cit., pp. XXIX i següents
6. ↑  Réforme e Contre-Réforme dans le Béarn Arxivat 2021-08-31 a Wayback Machine., lloc web del bisbat de Baiona
7. ↑  (francès) Revue de l'art chrétien, vol. 49, p. 467
8. ↑  (francès) Collegium S. Bonaventurae, Archivum franciscanum historicum, vol. 74, Roma 1981, p. 530
9. ↑  Salvio no apareix a Gallia christiana, que situa un Julià II (680); altres tradicions insereixen també un Julià III (731), que els estudis de Duchesne, de Lanore i sobretot de Dubarat (op. cit., pp. XVI e següents) han exclòs, com a duplicacions de sant Julià.
10. ↑  Segons Eubel, la butlla de provisio del Papa Climent V i del 12 de maig de 1311.
11. ↑  Aquest Pietro di Foix, esdevingut pseudocardenal el 1414 sota l'antipapa Joan XXIII, no s'ha de confondre amb l'pronebot homònim, que esdevindria cardenal el 1476 amb el papa Sixte IV
12. ↑  El mateix que havia estat bisbe de Lescar del 1409 al 1422.
13. ↑  Creat cardenal amb només 10 anys, renuncià al càrrec de Lescar pocs mesos després del nomenament: vedi